# 龍門鏢局 (虛構組織)
镖局，或作镖行，是中国古代对保安公司的一种称号。镖车挂出的旗帜名为镖旗。送镖时挂旗是让来者了解，看在镖局江湖地位，山贼强盗打劫要量力而为。武侠小说中常有对镖局的描述，龙门镖局是常用的名号。

## 倚天屠龙记
金庸所著的武侠小说倚天屠龙记中有对龙门镖局的描述。龙门镖局在江南一带颇有名声，有三不接：“牵扯纠缠的镖不接，来历不明的镖不接，五万两银子以下的镖不接。”总镖头多臂熊都大锦是少林派俗家弟子，拳掌单刀，都有相当造诣，尤其一手连珠钢镖，能一口气连发七七四十九枚钢镖。书中受天鹰教殷素素所托，送武当七侠排行第三的俞岱岩回武当山，后被殷素素杀了全家。

## 武林外传
宁财神编剧的武林外传中的龙门镖局是同福客栈老板佟湘玉的娘家，总镖头名叫佟伯达。

## 龙门镖局
宁财神编剧的龙门镖局中的龙门镖局即是武林外传中的龙门镖局，此时的总镖头为佟承畴，他是佟伯达的儿子，佟湘玉、佟石头的弟弟，盛秋月前夫，白敬祺舅舅。